# Unterseeboot 745
L'Unterseeboot 745 ou U-745 est un sous-marin allemand (U-Boot) de type VIIC utilisé par la Kriegsmarine pendant la Seconde Guerre mondiale.
Le sous-marin est commandé le 5 juin 1941 à Dantzig (Schichau-Werke), sa quille posée le 8 juillet 1942, il est lancé le 16 avril 1943, et mis en service le 19 juin 1943, sous le commandement de l'Oberleutnant zur See Wilhelm von Trotha.
Il coule d'impacts contre des mines en mer Baltique, en janvier 1945.

## Conception
Unterseeboot type VII, l'U-745 avait un déplacement de 769 tonnes en surface et 871 tonnes en plongée. Il avait une longueur totale de 67,10 m, un maître-bau de 6,20 m, une hauteur de 9,60 m et un tirant d'eau de 4,74 m. Le sous-marin était propulsé par deux hélices de 1,23 m, deux moteurs Diesel Germaniawerft M6V 40/46 de 6 cylindres en ligne de 1 400 ch à 470 tr/min, produisant un total de 2 060 à 2 350 kW en surface et de deux moteurs électriques AEG GU 460/8–27 de 375 ch à 295 tr/min, produisant un total 550 kW, en plongée. Le sous-marin avait une vitesse en surface de 17,7 nœuds (32,8 km/h) et une vitesse de 7,6 nœuds (14,1 km/h) en plongée. Immergé, il avait un rayon d'action de 80 nautiques (150 km) à 4 nœuds (7,4 km/h, 4,6 milles par heure) et pouvait atteindre une profondeur de 230 m. En surface son rayon d'action était de 8 500 nautiques (soit 15 700 km) à 10 nœuds (19 km/h).
L'U-745 était équipé de cinq tubes lance-torpilles de 53,3 cm (quatre montés à l'avant et un à l'arrière) et embarquait quatorze torpilles. Il était équipé d'un canon de 8,8 cm SK C/35 (220 coups) et d'un canon antiaérien de 20 mm Flak. Il pouvait transporter 26 mines TMA ou 39 mines TMB. Son équipage comprenait 4 officiers et 40 à 56 sous-mariniers.

## Historique
Il est en période d'entraînement dans la 8. Unterseebootsflottille jusqu'au 1er mai 1944, puis intègre son unité de combat dans cette même flottille.
Le 20 novembre 1943 dans la nuit, un accident se produit lorsque l'U-745 éperonne l'U-768 en transit[réf. nécessaire] de Pillau vers Gotenhafen. L'U-768 coule sans aucune perte humaine.
Sa première patrouille est précédée d'un court trajet de Kiel à Larvik.
L'U-745 rejoint le groupe de combat (meute) Mitte, formé le 16 février 1944 et composé de vingt-deux U-Boote sans schnorchel, postés surtout à Bergen, Stavanger et à Kristiansand, pour contrer toute invasion du sud de la Norvège et du Danemark. Le 6 juin 1944, après des informations concernant le débarquement allié en Normandie, les U-Boote se dirigent vers la baie de Seine.
Le 9 juin 1944, l'U-745 est l'un des onze U-Boote du groupe Mitte qui se déploie entre Trondheim et Lindesnes. Les U-Boote reçoivent l'ordre de rester en plongée, sauf pour la recharge des batteries, pour échapper à l'aviation alliée. Huit U-Boote du groupe sont rappelés fin juin 1944 lorsque la menace d'invasion a diminué[Quoi ?]. L'U-745 ne fait pas partie de ces huit U-Boote et continue à patrouiller entre le 57° et le 61° nord avec l'U-771, l'U-994, l'U-1001 et l'U-1165. L'U-745 arrive ensuite à Bergen le 7 juillet 1944.
En août 1944 l'U-745 patrouille en mer Baltique, près de Koivisto et dans la baie de Narva (Finlande). Le 26 août 1944, à 8 heures 44, l'U-745 torpille et coule le navire de guerre auxiliaire soviétique T-45 Antikajnen à l'est de l'île Malyy, à l'extrémité orientale du golfe de Finlande.
Le 2 septembre 1944, la Finlande rompt ses relations diplomatiques avec l'Allemagne. Le jour même, les Allemands évacuent leur personnel et autant de matériel que possible des ports finlandais. Les opérations en mer Baltique sont menées maintenant de Dantzig, Gotenhafen et Memel. Début septembre 1944, l'U-745 opère à l'entrée du golfe de Finlande. Le 12 octobre 1944, il attaque sans succès des bâtiments soviétiques. Il passe à Libau (Lituanie) cinq jours plus tard et arrive ensuite à Dantzig le 20 octobre 1944. 
L'U-745 quitte Dantzig le 23 décembre 1944 pour opérations. Il prend part à la dernière phase des opérations des U-Boote en mer Baltique. Le 11 janvier 1945, il tire des torpilles contre des bâtiments soviétiques et coule le navire de guerre T-76 Korall à proximité de l'île d'Aegna.
Il coule le 31 janvier 1945 dans le golfe de Finlande au sud de Hanko, à la position géographique approximative 59° 30′ N, 23° 00′ E, par l'explosion d'une mine marine du champ Vantaa 3, posé par deux dragueur de mines finlandais Louhi (en) et Ruotsinsalmi (en) le 12 janvier 1945.
Les quarante-huit membres d'équipage meurent dans ce naufrage.
Le corps du commandant Wilhelm von Trotha est repêché, congelé, au large de Föglö, dans l'archipel de l'île finlandaise d'Åland dans la Baltique le 10 février 1945 ; il est enterré à proximité trois jours plus tard.
En 2010, après dix années de recherches, une équipe de plongée finlandaise nommée Badewanne, revendique la découverte de deux épaves de sous-marins allemands (U-676 et U-745) dans le golfe de Finlande, au sud de Hanko. 
La proue de l'épave du U-745 est plantée dans l'argile glaciaire du fond, quasi verticalement, jusqu'au massif, à une centaine de mètres de profondeur. Le site est réservé aux plongeurs expérimentés en raison du danger que représentent les nombreux filets de pêche accrochés à l'épave. Les épaves des U-745 et U-676 sont distantes d'une centaine de mètres l'une de l'autre.

## Affectations
- 8. Unterseebootsflottille du 19 juin 1943 au 1er mai 1944 (Période de formation).
- 8. Unterseebootsflottille du 1er mai 1944 au 31 janvier 1945 (Unité combattante).

## Commandement
- Kapitänleutnant Wilhelm von Trotha du 19 juin 1943 au 31 janvier 1945.

## Patrouilles
|       | Commandant                | Départ            | Départ     | Arrivée         | Arrivée    | Jours     | Succès |
| ----- | ------------------------- | ----------------- | ---------- | --------------- | ---------- | --------- | ------ |
|       | Kptlt. Wilhelm von Trotha | 24 mai 1944       | Kiel       | 26 mai 1944     | Larvik     | 3 jours   |        |
| 1     | Kptlt. Wilhelm von Trotha | 9 juin 1944       | Larvik     | 7 juillet 1944  | Bergen     | 29 jours  |        |
|       | Kptlt. Wilhelm von Trotha | 15 juillet 1944   | Bergen     | 17 juillet 1944 | Marviken   | 3 jours   |        |
|       | Kptlt. Wilhelm von Trotha | 29 juillet 1944   | Marviken   | 1er août 1944   | Kiel       | 4 jours   |        |
|       | Kptlt. Wilhelm von Trotha | 3 août 1944       | Kiel       | 7 août 1944     | Helsinki   | 5 jours   |        |
|       | Kptlt. Wilhelm von Trotha | 8 août 1944       | Helsinki   | 9 août 1944     | Gotenhafen | 2 jours   |        |
|       | Kptlt. Wilhelm von Trotha | 14 août 1944      | Gotenhafen | 18 août 1944    | Helsinki   | 5 jours   |        |
|       | Kptlt. Wilhelm von Trotha | 20 août 1944      | Helsinki   | 20 août 1944    | Kalasika   | 1 jours   |        |
| 2     | Kptlt. Wilhelm von Trotha | 23 août 1944      | Kalasika   | 27 août 1944    | Riisiö     | 5 jours   | 140    |
|       | Kptlt. Wilhelm von Trotha | 29 août 1944      | Riisiö     | 29 août 1944    | Helsinki   | 1 jours   |        |
| 3     | Kptlt. Wilhelm von Trotha | 11 septembre 1944 | Helsinki   | 20 octobre 1944 | Dantzig    | 40 jours  |        |
| 4     | Kptlt. Wilhelm von Trotha | 23 décembre 1944  | Dantzig    | 31 janvier 1945 | Coulé      | 40 jours  | 600    |
| Total | Total                     | Total             | Total      | Total           | Total      | 138 jours | 740 t  |

Note : Kptlt. = Kapitänleutnant

## Navires coulés
L'U-745 a coulé 1 navire de guerre auxiliaire de 140 tonneaux et 1 navire de guerre de 600 tonneaux au cours des 4 patrouilles (138 jours en mer) qu'il effectua.
| Date            | Nom                      | Nationalité       | Tonnage | Convoi | Fait  | Localisation         |
| --------------- | ------------------------ | ----------------- | ------- | ------ | ----- | -------------------- |
| 26 août 1944    | T-45 Antikajnen (N ° 48) | Marine soviétique | 140     | -      | Coulé | 60° 15′ N, 28° 00′ E |
| 11 janvier 1945 | T-76 Korall              | Marine soviétique | 600     | -      | Coulé | 59° 45′ N, 24° 47′ E |